# Сеэритса (нулк)
Се́эритса (эст. Seeritsä nulk), также Ке́эря (эст. Keerä nulk) и Ле́эга (эст. Leega nulk) — один из 12 нулков Сетумаа. 

## География
Расположен на территории Печорского района Псковской области России (в 1918—1940 годах — на территории Печорского уезда Первой Эстонской Республики). 
Деревни нулков первым переписал Якоб Хурт в 1903 году; при этом он отмечал, что границы нулка в народе могут быть обозначены по-разному, так как официально они не закреплены.

## История
Первое письменное упоминание нулка встречается в записях Якоба Хурта, опубликованных в 1904 году. Название нулка происходит от реки Серица (эст. Seeritsa jõgi), протекающей с юга на запад через Усовское озеро (эст. Jugo järv) и впадающей в Троицкое озеро (эст. Kuutsina järv).
Западную часть нулка, в свою очередь, в народе называли Леэга, восточную — Сеэридся (эст. Seeridsä) или Кеэря. Последнее название произошло от названия деревни, происхождение названия Леэга неизвестно.

## Населённые пункты
В нулк Сеэритса входят:
- деревни Андре́йково (эст. Alaotsa), Брезделёво (эст. Kuurakõsõ), Бураве́нки (эст. Labõritsa, Porovinka), Дубо́во (эст. Halli), За́болотье (эст. Vilo), Игна́тово (эст. Ignatovo, Kolo), Качево (эст. Kaatsova), Ке́рино (эст. Keerä), Ку́рвица (эст. Kurvitsa), Лу́ковка (эст. Pööni), Лы́ково (эст. Lõkova), Па́льцево (эст. Paaltsuva), Печо́рское-О́лохово (эст. Olohkuva), Потоло́во (эст. Potaluva), Пруди́ще (эст. Pruutsa), Сиго́во (эст. Radaja), У́сова Гора́ (эст. Jugo), Чере́мново (эст. Tšeremnovo, Tsergondõ), Угарёво (эст. Ugareva), Ю́нцево (эст. Jaaska).
- бывшая деревня За́дорожье (эст. Sandra).

Р. Реммель включает в этот список также деревни Дубровка (эст. Palorotka, Palurotka), Ситково (эст. Sitkova, Sitkuva) и Весёлкино (эст. Veesküvä, Veeskuva), бывшую деревню Троицкое (эст. Troitsa) и мызу Паниковичи (эст. Pankjavitsa mõis).

## Число жителей
Число жителей нулка Сеэритса:
| Деревня           | 2001 год | 2010 год |
| ----------------- | -------- | -------- |
| Андрейково        | 12       | 5        |
| Брезделёво        | 11       | 11       |
| Буравенки         | 1        | 5        |
| Дубово            | 22       | 4        |
| Заболотье         | 11       | 11       |
| Игнатово          | 4        | 6        |
| Брезделёво        | 11       | 11       |
| Качево            | 27       | 20       |
| Керино            | 9        | 9        |
| Курвица           | 5        | 1        |
| Луковка           | 7        | 4        |
| Пальцево          | 0        | 5        |
| Печорское-Олохово | 4        | 4        |
| Потолово          | 1        | 0        |
| Прудище           | 5        | 4        |
| Сигово            | 11       | 3        |
| Усова Гора        | 14       | 4        |
| Черемново         | 17       | 8        |
| Угарёво           | 17       | 22       |
| Юнцево            | 2        | 0        |
| ВСЕГО             | 191      | 137      |